# Kreuzberg (Marktrodach)

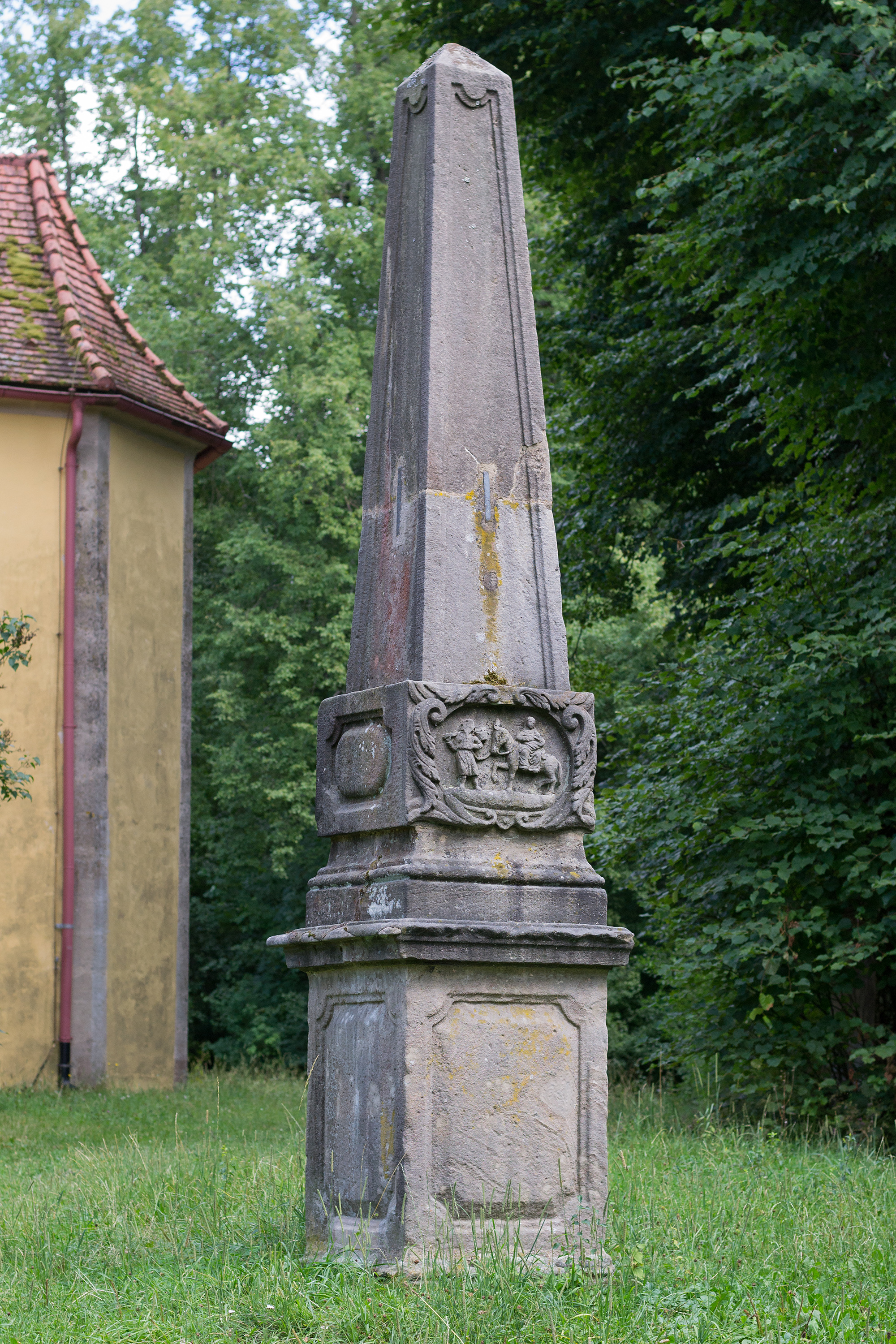
Sandsteinobelisk

Kreuzberg ist ein Gemeindeteil des Marktes Marktrodach im Landkreis Kronach (Oberfranken, Bayern).

## Geographie
Die Einöde liegt am Rande eines Höhenrückens, der im Süden ins Tal der Rodach und im Westen in den Kehlgrund abfällt. Im Norden befindet sich ein Segelflugzeugplatz. Ein Anliegerweg führt nach Kronach (1 km nördlich) bzw. nach Unterrodach (1,9 km nordöstlich).

## Geschichte
Gegen Ende des 18. Jahrhunderts bestand Kreuzberg aus einer Kirche mit Wohnhaus für den Kurator. Das Hochgericht übte das bambergische Centamt Kronach aus.
Mit dem Gemeindeedikt wurde Kreuzberg dem 1808 gebildeten Steuerdistrikt Kronach und der im selben Jahr gebildeten Munizipalgemeinde Kronach zugewiesen. Um 1880 wurde der Ort nach Unterrodach umgemeindet. Am 1. Mai 1978 wurde die Gemeinde Marktrodach gebildet, in die die ehemalige Gemeinde Unterrodach eingegliedert wurde.

### Baudenkmäler
- Katholische Wallfahrtskirche Zum Heiligen Kreuz
- Sandsteinobelisk
- Kreuzweg, Station 13 und 14

### Einwohnerentwicklung
| Jahr      | 001818 | 001861 | 001871 | 001885 | 001900 | 001925 | 001950 | 001961 | 001970 | 001987 |
| Einwohner |        | 3      | *      | 11     | 5      | 2      | 8      | 8      | 9      | 10     |
| Häuser    | 1      |        |        | 2      | 1      | 1      | 2      | 2      |        | 3      |
| Quelle    | [ 5 ]  | [ 7 ]  | [ 8 ]  | [ 9 ]  | [ 10 ] | [ 11 ] | [ 12 ] | [ 13 ] | [ 14 ] | [ 1 ]  |

## Religion
Der Ort ist römisch-katholisch geprägt und nach St. Johannes der Täufer (Kronach) gepfarrt. Die Protestanten sind nach St. Michael (Unterrodach) gepfarrt.